# Skyline (film 2010)
Skyline è un film del 2010 diretto e prodotto dai fratelli Strause. È una storia di fantascienza che tratta di una invasione aliena. Primo capitolo della trilogia seguita da Beyond Skyline del 2017 e Skylines del 2020.

## Trama
Jarrod si reca a Los Angeles con la fidanzata incinta Elaine per andare a trovare il facoltoso amico Terry. Dopo una notte di bagordi per festeggiare il compleanno di Terry, il gruppo di amici, guardando fuori dalle finestre dell'attico in cui alloggiano, nota una serie di raggi di luce azzurra che scendono dal cielo sulla città. I raggi svegliano gli abitanti di Los Angeles e li attirano a loro, come le fiamme attirano le falene. I ragazzi scoprono presto che una volta entrati in contatto con le luci, le persone vengono risucchiate su una gigantesca astronave aliena che sovrasta i cieli della città.
In un primo momento Jarrod, Elaine e Terry, insieme a Candice e Denise (rispettivamente la fidanzata e l'amante di Terry), decidono di chiudere le persiane dell'attico per non farsi raggiungere dai raggi di luce, rimanendo in attesa di eventuali soccorsi. Quando però si accorgono che dall'astronave madre sono fuoriuscite delle specie di polpi meccanici che danno la caccia alle persone nascoste nei palazzi, decidono di tentare la fuga in auto. Terry e Denise, a bordo di una Ferrari, vengono schiacciati da un robot alieno che uccide sul colpo Denise poi cattura Terry uccidendolo. E così gli altri tre superstiti, aiutati dal portinaio Oliver, tornano a nascondersi nell'attico. Da qui possono vedere l'inutile tentativo delle forze armate di abbattere l'astronave extraterrestre utilizzando un piccolo ordigno atomico.
Jarrod ed Elaine, avvistando un elicottero dell'esercito in volo nei paraggi, corrono sul tetto del grattacielo per farsi notare e soccorrere, mentre Oliver e Candice rimangono nascosti nell'appartamento. Successivamente il polpo uccide Candice catturandola, e di conseguenza cattura anche Jarrod ed Elaine, mentre Oliver si fa saltare in aria insieme a un robot alieno manomettendo l'impianto del gas dell'attico.
A questo punto c'è una panoramica su alcune città del mondo, tutte devastate e spopolate a seguito dall'attacco delle astronavi. La scena passa poi all'interno dell'astronave stessa: qui si scopre che le macchine aliene utilizzano i cervelli umani per poter funzionare. Anche a Jarrod viene asportato il cervello, che pulsa di uno strano bagliore rosso, mentre Elaine viene esaminata attentamente da un robot che la mette, a causa del suo stato (incinta), insieme ad altre donne come lei. Quando il cervello di Jarrod viene però inserito in un corpo meccanico alieno, qualcosa va storto: infatti l'anima di Jarrod è ancora cosciente e prendendo il sopravvento del corpo dell'alieno soccorre Elaine per portarla in salvo.
Il film si conclude con una serie di fermo immagini che mostrano Jarrod-alieno che combatte contro gli altri robot extraterrestri, nell'intento di salvare Elaine.

## Produzione
Le riprese del film sono iniziate a Marina Del Rey dal febbraio al marzo 2010 e si sono svolte interamente a Los Angeles. Il film è una produzione indipendente prodotta interamente dai fratelli Strause, senza l'appoggio di importanti major. Gli effetti speciali sono curati dalla loro società, chiamata Hydraulx.

## Distribuzione
Il film è stato distribuito negli Stati Uniti dalla Universal Pictures il 12 novembre 2010. In Italia è stato distribuito dalla Eagle Pictures in data 14 gennaio 2011.

## Sequel
Nel 2017 è stato prodotto un sequel intitolato Beyond Skyline, scritto e diretto da Liam O'Donnell. Fanno parte del cast Frank Grillo, Bojana Novaković, Iko Uwais e Callan Mulvey.
Nel 2020 è uscito il terzo capitolo, dal titolo Skylines.